# 田結漁港
田結漁港（たいぎょこう）は、兵庫県豊岡市にある第1種漁港。

## 概要
海水浴場の気比の東端に位置する。漁港横に小さな砂浜があり海水浴場になっている。

## わかめまつり
毎年5月に漁港施設用地を利用し、「わかめまつり」が開催されている。この祭りを地域の交流空間歳、港湾施設用地の有効活用を図る目的で豊岡市は平成22年度予算で4000万円を計上、田結漁港施設用地内に耐潮性に富む樹種（クロマツ30本、サンゴジュ150本）による防風林を設置した。この事業は、「漁村再生計画」に基づく漁村再生交付金事業の一環で実施された。

## 交通アクセス
- 自動車

国道178号から京都府道11号に入り北上、兵庫県道122号へ。